# Theridion hufengensis
Theridion hufengensis är en spindelart som beskrevs av Tang, Yin och Peng 2005. Theridion hufengensis ingår i släktet Theridion och familjen klotspindlar. Inga underarter finns listade i Catalogue of Life.